# Alice Schwarzer
Alice Sophie Schwarzer (Wuppertal, 3 de diciembre de 1942) es una periodista, escritora y activista feminista alemana. Considerada como una figura histórica del feminismo alemán, en 1977 fundó la revista feminista Emma de la que es editora y redactora jefa. En los años 1970 fue una de las fundadoras en París del Mouvement de Libération des Femmes creado en Francia en línea con el  Women's Lib estadounidense y heredero del mayo del 68 y miembro del Movimiento Internacional de Defensa de los Derechos de la Mujer. Es especialmente conocida por su lucha contra la pornografía y la prostitución. 

## Biografía
Nació en las afueras de Wuppertal durante la guerra. Su madre, Erika tenía 21 y era soltera. No dio el nombre del padre y poco después del parto le preguntaron si quería regalar a su hija a Hitler, lo que implicaría que sería internada en un orfanato. Erica se negó y fue su padre, el abuelo de Alice, Ernst Schwarzer quien dio su nombre como tutor. Alice fue criada por sus abuelos maternos en Wuppertal, a quienes -explica en sus memorias- llamaba "papá" y "mamá". En su casa, relató más tarde, los roles estaban cambiados y mientras su abuela era la activista política, su abuelo se encargaba de cuidarla.
Durante la Segunda Guerra Mundial, fue evacuada a Baviera y no regresó a la región de Ruhr hasta 1950. Después de estudiar en Francia, Schwarzer empezó a trabajar como periodista en prácticas en Düsseldorf en 1966 iniciando su carrera profesional como periodista en 1969.
De 1970 a 1974, trabajó como freelance para diferentes medios de comunicación en París alternando el periodismo con los estudios de psicología y sociología, también al instituto de Michel Foucault, entre otros. Schwarzer conoció a Jean-Paul Sartre y Daniel Cohn-Bendit. En esta época junto a Monique Wittig participó en el Movimiento Feminista en París (Mouvement de Liberation des femmes, MLF). En abril de 1971, Schwarzer se unió a Simone de Beauvoir, Jeanne Moreau, Catherine Deneuve al llamado "Manifiesto de las 343" en la campaña por la defensa de la legalización del aborto en Francia anunciando públicamente que habían tenido un aborto exponiéndose a ingresar en prisión por ello dado que estaba prohibido.

### "Hemos abortado" movimiento en Alemania
A los 28 años vivía en París y su nombre saltó a la opinión pública cuando trasladó la campaña a favor del derecho al aborto a Alemania. En junio de 1971, Schwarzer ocupó la portada de la revista Stern con la campaña "Hemos abortado" en la que 374 mujeres en este país, entre ellas Romy Schneider, Senta Berger o Carola Stern confesaron que habían tenido un aborto en otra exitosa campaña similar a la francesa para legalizar el aborto en Alemania: Wir haben abgetrieben! . Décadas más tarde, Schwarzer reveló que nunca había tenido un aborto. El proyecto se llamó  Frauen gegen den § 218 ("Mujeres contra la sección 218", que era la sección del Código Penal alemán que declaraba ilegal el aborto). En otoño de 1971, Schwarzer publicó su primer libro del mismo título. La ley de legalización de Alemania Occidental fue derogada por la decisión de aborto del Tribunal Constitucional alemán, 1975.
En 1974 regresó a Alemania y participó en un debate televisivo con la escritora antifeminista Esther Vilar que le valió el apelativo de “la reina de la emancipación” Su libro Der kleine Unterschied und seine großen Folgen (La pequeña diferencia y sus enormes consecuencias), que se publicó en 1975 traducido a once idiomas se convirtió en súper ventas. En el mismo describe la vida cotidiana de la mujer común y corriente y el papel de la sexualidad en la lucha de género.  La publicación convirtió a Schwarzer en un referente del feminismo alemán contemporáneo. Entre sus reivindicaciones pioneras estuvo el defender la autosuficiencia económica de las mujeres. Denunció y se posicionó públicamente contra la ley que requería que las mujeres casadas obtuvieran permiso de sus maridos antes de comenzar a trabajar fuera del hogar, una disposición que fue eliminada en 1976. También denunció la degradación de la mujer a simple objeto sexual, algo que no gustó a la sociedad de la época.
En 1977 fundó la revista feminista Emma que desde entonces dirige y en la que ha concentrado su trabajo como jefa de redacción y editora. Su primer número se publicó el 26 de enero de 1977 y llevaba un informe las diferencias entre asesinos y asesinas; un perfil del hombre desempleado; indicaciones de anatomía del cuerpo humano masculino y consejos prácticos para reparar cañerías.
La sede de la revista está en Colonia. Fue el año en el que escribió su primer artículo en la prensa alemana sobre la mutilación genital femenina. En 1978 demandó al semanario Stern acusándolo de presentar a las mujeres bajo una luz sexista. La revista había publicado en su portada una imagen del fotógrafo Helmut Newton. Los tribunales rechazaron la demanda, pero Schwarzer siguió arremetiendo contra Newton al que acusó de sexista, racista y fascista.
En 1987 impulsó la campaña PorNo por la prohibición de la pornografía en Alemania, denunciando que la pornografía viola la dignidad de las mujeres, constituye una forma de violencia mediática contra ellas y contribuye a la misoginia y la violencia física contra las mujeres. 
Entre 1992 a 1993, Schwarzer fue presentadora del programa de televisión Zeil um Zehn en el canal Hessischer Rundfunk. Sus frecuentes apariciones en programas de entrevistas de la televisión alemana, la han convertido en uno de los referentes mediáticos en asuntos relacionados con el feminismo.
En 1993 la revista Emma pasó a publicarse bimensualmente y Schwarzer compaginó el liderazgo de la revista con la publicación de libros, entre ellos Eine tödliche Liebe (Amor mortal) sobre Petra Kelly y Gert Bastian, y las biografías de Romy Schneider y Marion Dönhoff. En total ha publicado 16 libros como escritora y 15 como editora.

## Vida personal
En junio de 2018, Schwarzer se casó con Bettina Flitner, su socia de por vida y negocios.

## Posiciones
Considera que en materia de política de género Alemana "es el país más atrasado en Europa Occidental".

### Prostitución
Comprometida históricamente en la lucha en contra la legalización de la prostitución, hizo campaña en contra de la ley de 2002 en Alemania que legalizó los burdeles. Considera que la prostitución es violencia contra la mujer y denuncia que la legalización de la prostitución "beneficia a los proxenetas y a los traficantes de personas".  "Alemania es el epicentro europeo de la trata de mujeres y el país de destino de turistas sexuales. Parece progresista pero en realidad es reaccionario y patriarcal" 

### Violencia de género
Denuncia que la violencia de género apenas aparece en los medios de comunicación y que a pesar de que durante décadas en la revista Emma se ha peleado por establecer una categoría legal y estadística en 2002 todavía no se ha logrado.

### Islamismo y uso del velo
Considera que el islamismo es una ideología totalitaria y el fascismo del siglo XXI que tiene tomado el islam como rehén. También considera que la izquierda y los partidos establecidos han restado importancia al islamismo. Para Schawarzer los musulmanes informados, creyentes o no, son las primeras víctimas. También denuncia que en Alemania la mayor fuente del islam político son las y asociaciones que se han infiltrado en la sociedad desde los años 90. Advierte sobre una islamización progresiva de Europa que, en su opinión, conduciría a una erosión de los derechos humanos, especialmente los derechos de las mujeres.
En los últimos años, ha sido muy crítica con el islamismo político y la posición de la mujer en el Islam; considera que favorece las prohibiciones contra las mujeres en las escuelas públicas u otros entornos públicos que usan el hiyab, que considera un símbolo de opresión.

### Otros temas
Ha escrito a favor de la legalidad continua de la circuncisión de los niños.

## Fraude fiscal
En la década de 1980, Schwarzer abrió una cuenta bancaria en el banco privado con sede en Zürich Lienhardt & Partner, para mantener sus activos ocultos a las autoridades fiscales alemanas. Durante los años siguientes, Schwarzer transfirió las ganancias obtenidas de la venta de libros y presentaciones públicas a esta cuenta bancaria suiza, evitando así los impuestos en Alemania. Incluyendo intereses e intereses compuestos, sus activos ilegales se acumularon por un monto de 4 millones de euros.
De acuerdo con la Sección 371 del código tributario alemán (Abgabenordnung), el autor de un fraude fiscal puede evitar el castigo si él o ella admite el delito y proporciona una divulgación completa de los impuestos no pagados a las autoridades (en alemán: strafbefreiende Selbstanzeige ). Schwarzer intentó hacer tal divulgación en secreto a las autoridades fiscales alemanas. Sin embargo, en febrero de 2014, el periódico alemán Der Spiegel escribió un artículo de investigación sobre el tema, haciendo público el caso. Como reacción, Schwarzer hizo una declaración en su página web  sobre el asunto. Bajo el encabezado "In eigener Sache" ("por cuenta propia"), Schwarzer admitió haber defraudado impuestos. En esa declaración, Schwarzer alegó que en el pasado, había tenido miedo de los opositores políticos en Alemania y «sinceramente tenía miedo» de que pudiera tener que abandonar el país en algún momento y, por lo tanto, necesitaba estar preparada financieramente.
En mayo de 2014, las autoridades fiscales alemanas y los fiscales penales accedieron a varios inmuebles propiedad de Schwarzer ejecutando órdenes emitidas por jueces sobre varias de las cuentas bancarias de Schwarzer. Resultó que la autoexposición inicial de Schwarzer presentada a las autoridades fiscales alemanas era incorrecta y, no cubrió la totalidad de sus impuestos impagados. En tal caso las exhibiciones personales no tienen ningún efecto exculpatorio según la legislación fiscal alemana por lo que en 2016, Schwarzer fue multada por fraude fiscal con una multa de seis dígitos por el tribunal local (Amtsgericht) de Colonia.

## Premios
- En 1996, recibió la " Bundesverdienstkreuz am Bande" alemana (Cruz del Mérito en la cinta), y en 2005, la "Bundesverdienstkreuz 1. Klasse" (Cruz del Mérito, Primera clase). La Cruz del Mérito es la única decoración estatal general de la República Federal de Alemania.
- En 2004, recibió el "Premio Danubius" por "su apasionada lucha por los derechos de las mujeres".
- En diciembre de 2004, fue nombrada Caballero de la Legión de Honor francesa.
- El 15 de enero de 2005, recibió el Staatspreis del estado federal alemán de Renania del Norte-Westfalia.
- En 2007, recibió el premio de la Fundación Else Mayer.
- En 2002, en el programa Unsere Besten, fue votada como la mejor alemana viva y la número 23 en general.